# Ostrobotnia (region historyczny)

Herb

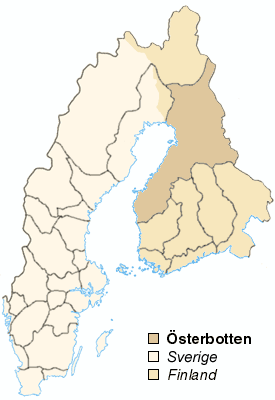
Położenie na mapie Szwecji do 1809

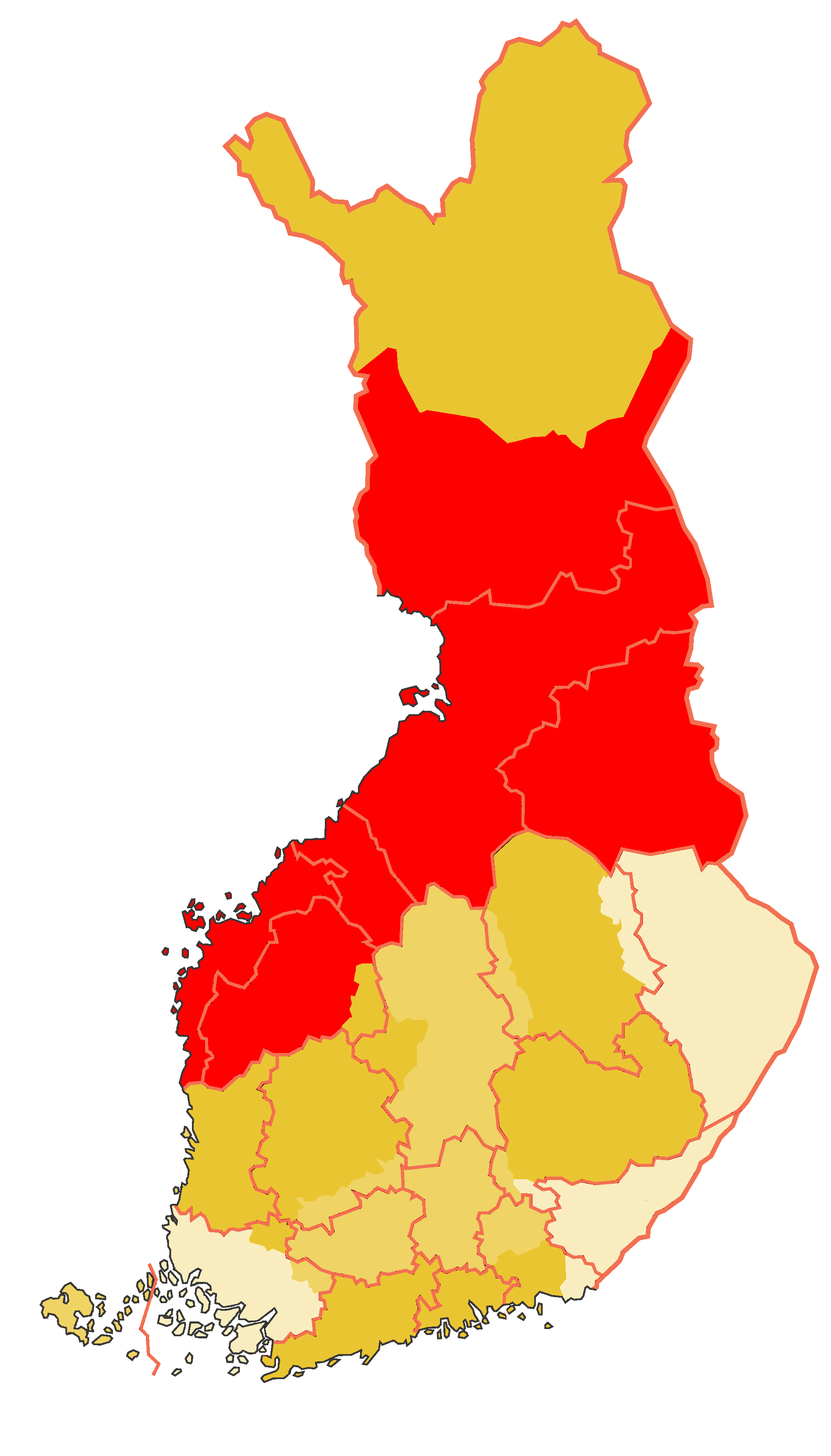
Historyczna prowincja Ostrobothnia

Ostrobotnia (fiń. Pohjanmaa, szw. Österbotten, łac. Ostrobothnia) − region historyczny w centralnej Finlandii, dawna prowincja szwedzka. Graniczy z Karelią, Sawonią, Häme (Tavastia) i Satakunta na południu, Västerbotten i Laponią na północy, Rosją na wschodzie oraz Zatoką Botnicką na zachodzie. Obecnie rozdzielona jest między fińskie prowincje: Finlandia Zachodnia, Laponia i Oulu.

## Historia
Najstarsze ślady obecności człowieka w Ostrobotni pochodzą sprzed 120 000 lat, z których pochodzi grodzisko w okolicach Kriistinkaupunki – najprawdopodobniej jedyny ślad obecności neandertalczyków na terenie Skandynawii. Kolejne ślady pochodzą sprzed 9 000 lat. W średniowieczu region został zasiedlony przez Szwedów. Centrum nowego regionu został Korsholm. W tym samym czasie duża część śródlądowej Ostrobotni została skolonizowana przez osadników fińskich, pochodzących z Sawonii. W 1809 roku Ostrobotnia została odłączona od Szwecji i stała się częścią najpierw Wielkiego Księstwa Finlandii w obrębie Rosji, a następnie niepodległego państwa fińskiego.